# Округ Делта (Мичиген)
Округ Делта (енгл. Delta County) је округ у америчкој савезној држави Мичиген.

## Демографија
По попису из 2010. године број становника је 37.069, што је 1.451 (-3,8%) становника мање него 2000. године.
| Група             | 2000.          | 2010.          |
| Белци             | 36.791 (95,5%) | 34.920 (94,2%) |
| Афроамериканци    | 36 (0,1%)      | 75 (0,2%)      |
| Азијати           | 121 (0,3%)     | 146 (0,4%)     |
| Хиспаноамериканци | 187 (0,5%)     | 318 (0,9%)     |
| Укупно            | 38.520         | 37.069         |